# I'm In Love
「I'm In Love」（アイム・イン・ラヴ）は、吉田拓郎が1983年11月5日にリリースした25枚目のシングル。発売元はフォーライフ・レコード（現・フォーライフミュージックエンタテイメント）。

## 音楽性

### I'm In Love
拓郎の今の妻である森下愛子に捧げた曲である。
ソロギターは、青山徹が演奏している。レコーディング時に「I'm In Love」のデモテープを聴いていた際、青山が「イントロや間奏などは今やってしまわないで、じっくり部屋に戻ってアイデアをまとめたい。今夜一晩考えさせてくれませんか?」と拓郎に申し出たという。拓郎は「お前にまかせるよ」と承諾し、後日青山が演奏したギタープレイを聴いた拓郎は「それはもう実に素晴らしいメロディーで僕を感動させた。あの『微妙にディストーションのかかった甘い音色』も、絶対に『他の誰かでは弾けない』フィーリングも青山が考えついた究極のギターソロだったのだ」「アドリブではなく、考えに考えた結果のフレーズでもこれ程に泣かせるギターソロも存在するのだ」と絶賛している。

### まあまあ
長らくアルバム未収録だったが、2011年に発売されたベスト・アルバム『ONLY YOU 〜since coming For Life〜 + Single Collection』にてはじめて収録された。

## リリース
1983年11月5日にフォーライフ・レコードから、アルバム『情熱』と同時発売。

## 収録曲
| 全作詞・作曲・編曲: 吉田拓郎。 |                 |          |            |      |
| #                              | タイトル        | 作詞     | 作曲・編曲 | 時間 |
| 1.                             | 「I'm In Love」 | 吉田拓郎 | 吉田拓郎   | 3:52 |
| 2.                             | 「まあまあ」    | 吉田拓郎 | 吉田拓郎   | 3:55 |
| 合計時間:                      | 合計時間:       | 7:47     |            |      |

## 収録ディスク

### アルバム
I'm In Love
- 『情熱』(1983年)
- 『吉田拓郎 ONE LAST NIGHT IN つま恋』(1985年)
- 『吉田拓郎ベスト60』(1985年)
- 『Songs』(1988年)
- 『LIFE』(1995年)
  - Al Schmittによるリミックスが施されている。
- 『Another Side Of Takuro 25』(2024年)

まあまあ
- 『ONLY YOU 〜since coming For Life〜 + Single Collection』(2011年)